# Skakavci (Kosjerić)
Pour les articles homonymes, voir Skakavci.
Skakavci (en serbe cyrillique : Скакавци) est un village de Serbie situé dans la municipalité de Kosjerić, district de Zlatibor. Au recensement de 2011, il comptait 240 habitants.
En serbe, le nom de Skakavci signifie « les sauterelles ».

## Géographie
Skakavci se trouve à 11 km de Kosjerić, à proximité de Divčibare.

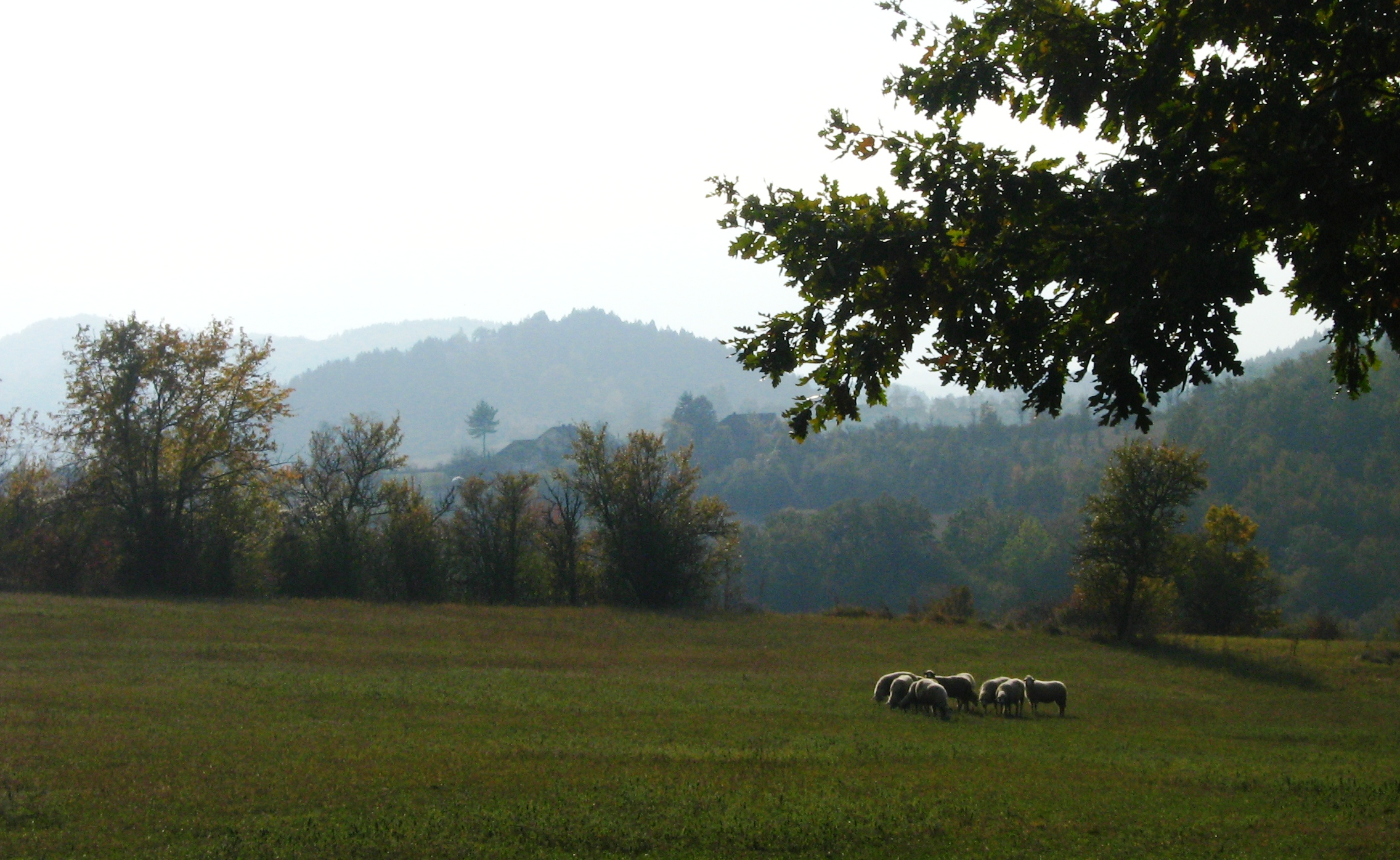
Paysage près de Skakavci

## Démographie
| 1948 | 1953 | 1961 | 1971 | 1981 | 1991 | 2002 | 2011 |
| ---- | ---- | ---- | ---- | ---- | ---- | ---- | ---- |
| 532  | 534  | 486  | 453  | 420  | 356  | 274  | 240  |

|  |

## Tourisme
Situé dans une région vallonnée, Skakavci est un village propice au tourisme rural. On peut pratiquer la pêche sportive ou la baignade dans les rivières de montagnes ou encore la randonnée dans les collines avoisinantes. Le village offre des possibilités d'hébergement chez l'habitant.

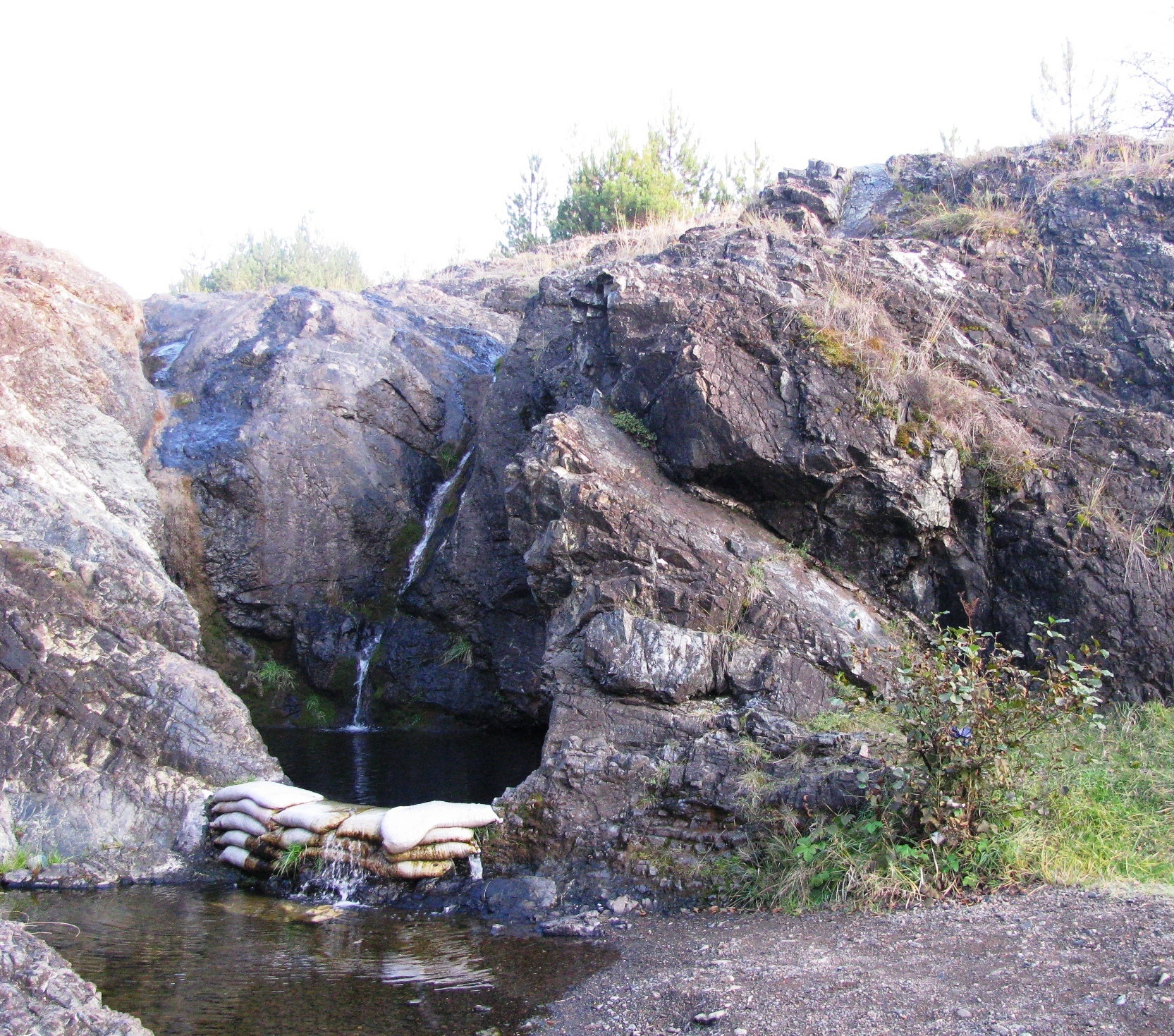
La cascade de Mramor près de Skakavci